# Curt Giles
Curtis Jon Giles (The Pas, Manitoba, 1958. november 30. –) kanadai profi jégkorongozó.

## Karrier
Komolyabb karrierjét a University of Minnesota-Duluth egyetemi csapatában kezdte 1975–1976-ban. Ebben a csapatban 1979-ig játszott és az első szezont kivéve mindig bőven pont/mérkőzés átlagot teljesített. Az 1978-as NHL-amatőr drafton a Minnesota North Stars választotta ki a negyedik kör 54. helyén. Felnőtt pályafutását 1979-ben a CHL-es Oklahoma City Starsban kezdte majd a szezon felénél felhívták a Minnesotai nagycsapatba. Ezután már csak itt játszott 1986–1987-ig amikor is a szezon közben átkerült a New York Rangersbe. Legjobb North Starsos idényében 30 pontot szerzett. Részese volt az 1981-es elvesztett Stanley-kupa döntőnek. Az 1987–1988-as szezonban csak 13 mérkőzést játszott a Rangersben és utána visszakerült a Minnesota North Starsba és 1991-ig játszott a csapatban és csapatkapitány is volt. 1991–1992-ben a kanadai nemzeti válogatottban játszott majd még ebben az idényben a St. Louis Bluesba igazolt. A következő szezon közben vonult vissza.

## Nemzetközi karrier
Az 1982-es jégkorong-világbajnokságon bronzérmet nyert. Az 1992-es téli olimpián ezüstérmes lett a kanadai jégkorong-válogatottal.

## Díjai
- WCHA Első All-Star Csapat: 1978, 1979
- NCAA Nyugat Első All-American Csapat: 1978, 1979
- Világbajnoki bronzérem: 1982
- Olimpiai ezüstérem: 1992
- A Manitoba Hockey Hall of Fame-nek a tiszteletbeli tagja